# 404

404(사백사)는 403보다 크고 405보다 작은 자연수다.

## 수학
- 합성수로, 그 약수는 1, 2, 4, 101, 202, 404다. 진약수의 합은 310이므로, 404는 부족수다.
- {\displaystyle 404=2^{2}+20^{2}}
  - 서로 다른 두 자연수의 제곱합으로 나타낼 수 있는 수다.
- {\displaystyle 404=3^{2}+7^{2}+11^{2}+15^{2}}
  - 공차가 4인 네 자연수의 제곱합으로 나타낼 수 있는 수다. 이 성질을 지닌 앞의 수는 336, 다음 수는 480이다.
- {\displaystyle 91^{4}-1}은 404로 나누어떨어진다.

## 과학·기술
- NGC 404: 안드로메다자리 방향에 있는 타원은하.
- HTTP 404 (Not Found→찾을 수 없음): 파일을 찾지 못했을 때 웹 서버가 보내는 HTTP 상태 코드. 서버는 찾았으나, 자료는 찾지 못한 경우다.
- 404 특허: 니치아 화학공업이 보유했던, 질화물 반도체 결정막의 성장 방법에 관한 특허.

## 교통

### 철도
- 부산 도시철도 4호선 낙민역의 역번호.

### 도로
- 고속도로 및 국도 
  - 유럽 고속도로 404호선: 벨기에 자베케에서 제브뤼헤까지 이어지는 유럽 고속도로.
  - 오토루트 404호선(프랑스어판): 프랑스의 고속도로.
  - 일본 404번 국도: 니가타현 나가오카시에서 조에쓰시까지 이어지는 일본의 국도.
- 기타 도로
  - 404번 지방도: 강원특별자치도 원주시 문막읍 포진리에서 귀래면 운계리까지 이어지는 대한민국의 지방도.
  - 현도 제404호선

## 군사
- U-404(영어판): 제2차 세계 대전에 사용된 나치 독일의 군용 잠수함.

## 문화유산
- 대한민국의 보물 제404호: 진천 연곡리 석비
- 대한민국의 사적 제404호: 나주 복암리 고분군

## 방송
- KT HCN의 이데일리TV 채널 번호.

## 기타
- 날짜: 4월 4일
- 연도: 404년, 기원전 404년
- 404: 대한민국의 밴드.